# Арчак

Ілюстративний малюнок сідла англійського типу

Арчак — дерев'яна частина  сідла (наприкладб козачого) зроблена з твердих деревних порід; найкращим матеріалом служить кручена деревина степового карагача.
Арчак - це скелет (каркас) кожного сідла. Складається з таких частин, як: сидіння, станки (замки стремен) і передня і задня наконечники (в класичному - англійському сідлі) або лавки, горн, вилка і наконечник (у вестерн-сідлі). 
Сьогодні для виготовлення дерева використовується в основному пластик, тоді як раніше арчак робили з дерева.

## Інтернет-ресурси
- Clayton study on treeless saddles
- "The invention and influences of stirrup"